# الشريف (حبيش)

تعديل مصدري - تعديل

الشريف هي إحدى قرى عزلة الناحية بمديرية حبيش التابعة لمحافظة إب، بلغ تعداد سكانها 77 نسمة حسب تعداد اليمن لعام 2004.